# Sci di fondo ai XXI Giochi olimpici invernali - Sprint femminile
Nello sci di fondo ai XXI Giochi olimpici invernali la gara sprint femminile sulla distanza di 1,5 km si disputò in tecnica classica il 17 febbraio 2006, dalle ore 10:15 sul percorso che si snodava nel Whistler Olympic Park con un dislivello massimo di 25 m; presero parte alla competizione 54 atlete.
Detentrice del titolo era la canadese Chandra Crawford, vincitrice a Torino 2006 dove la competizione si era corsa in tecnica libera.
Durante il riscaldamento la slovena Petra Majdič, una delle atlete favorite, riportò la frattura di quattro costole in seguito a una caduta; nonostante ciò l'atleta riuscì a conquistare la medaglia di bronzo.

## Risultati

### Quarti di finale
Dalle ore 12:30 si disputarono i cinque quarti di finale. Accedettero alle semifinali le prime due classificate in ognuno dei quarti, più le autrici dei due migliori tempi tra le escluse.

#### Quarto di finale 1
| Posizione | Atleta                     | Nazione     | Tempo  | Distacco |
| --------- | -------------------------- | ----------- | ------ | -------- |
| 1         | Marit Bjørgen              | Norvegia    | 3:35,4 |          |
| 2         | Astrid Uhrenholdt Jacobsen | Norvegia    | 3:39,0 | +3,6     |
| 3         | Kikkan Randall             | Stati Uniti | 3:39,4 | +4,0     |
| 4         | Kirsi Perälä               | Finlandia   | 3:39,7 | +4,3     |
| 5         | Vesna Fabjan               | Slovenia    | 3:43,7 | +8,3     |
| 6         | Doris Trachsel             | Svizzera    | 3:44,7 | +9,3     |

#### Quarto di finale 2
| Posizione | Atleta               | Nazione  | Tempo  | Distacco |
| --------- | -------------------- | -------- | ------ | -------- |
| 1         | Magda Genuin         | Italia   | 3:41,9 |          |
| 2         | Natal'ja Korostelëva | Russia   | 3:42,9 | +1,0     |
| 3         | Katrin Zeller        | Germania | 3:43,0 | +1,1     |
| 4         | Katja Višnar         | Slovenia | 3:43,5 | +1,6     |
| 5         | Daria Gaiazova       | Canada   | 3:44,4 | +2,5     |
| 6         | Hanna Falk           | Svezia   | 4:22,5 | +40,6    |

#### Quarto di finale 3
| Posizione | Atleta              | Nazione    | Tempo  | Distacco |
| --------- | ------------------- | ---------- | ------ | -------- |
| 1         | Justyna Kowalczyk   | Polonia    | 3:38,8 |          |
| 2         | Virpi Kuitunen      | Finlandia  | 3:39,9 | +1,1     |
| 3         | Ida Ingemarsdotter  | Svezia     | 3:40,0 | +1,1     |
| 4         | Alena Procházková   | Slovacchia | 3:40,1 | +1,3     |
| 5         | Pirjo Muranen       | Finlandia  | 3:41,7 | +2,9     |
| 6         | Evgenija Šapovalova | Russia     | 3:43,2 | +4,4     |

#### Quarto di finale 4
| Posizione | Atleta              | Nazione   | Tempo  | Distacco |
| --------- | ------------------- | --------- | ------ | -------- |
| 1         | Petra Majdič        | Slovenia  | 3:40,2 |          |
| 2         | Katerina Smutna     | Austria   | 3:40,5 | +0,3     |
| 3         | Aino-Kaisa Saarinen | Finlandia | 3:40,7 | +0,5     |
| 4         | Nicole Fessel       | Germania  | 3:41,2 | +1,0     |
| 5         | Hanna Kolb          | Germania  | 3:41,6 | +1,4     |
| 6         | Madoka Natsumi      | Giappone  | 3:42,6 | +2,4     |

#### Quarto di finale 5
| Posizione | Atleta                 | Nazione  | Tempo  | Distacco |
| --------- | ---------------------- | -------- | ------ | -------- |
| 1         | Anna Olsson            | Svezia   | 3:36,5 |          |
| 2         | Magdalena Pajala       | Svezia   | 3:37,7 | +1,2     |
| 3         | Celine Brun-Lie        | Norvegia | 3:39,7 | +3,2     |
| 4         | Maiken Caspersen Falla | Norvegia | 3:41,6 | +5,1     |
| 5         | Aurore Jéan            | Francia  | 3:48,7 | +12,2    |
| 6         | Chandra Crawford       | Canada   | 3:50,0 | +13,5    |

### Semifinali
Dalle ore 13:20 si disputarono le due semifinali. Accedettero alla finale le prime due classificate in ognuna delle semifinali, più le autrici dei due migliori tempi tra le escluse.

#### Semifinale 1
| Posizione | Atleta                     | Nazione     | Tempo  | Distacco |
| --------- | -------------------------- | ----------- | ------ | -------- |
| 1         | Marit Bjørgen              | Norvegia    | 3:39,3 |          |
| 2         | Magda Genuin               | Italia      | 3:42,2 | +2,9     |
| 3         | Astrid Uhrenholdt Jacobsen | Norvegia    | 3:44,2 | +4,9     |
| 4         | Kikkan Randall             | Stati Uniti | 3:45,9 | +6,      |
| 5         | Virpi Kuitunen             | Finlandia   | 3:46,4 | +7,1     |
| 6         | Natal'ja Korostelëva       | Russia      | 3:48,1 | +8,8     |

#### Semifinale 2
| Posizione | Atleta            | Nazione  | Tempo  | Distacco |
| --------- | ----------------- | -------- | ------ | -------- |
| 1         | Justyna Kowalczyk | Polonia  | 3:38,0 |          |
| 2         | Anna Olsson       | Svezia   | 3:38,7 | +0,7     |
| 3         | Celine Brun-Lie   | Norvegia | 3:40,1 | +2,1     |
| 4         | Petra Majdič      | Slovenia | 3:41,2 | +3,2     |
| 5         | Magdalena Pajala  | Svezia   | 3:45,0 | +7,0     |
| 6         | Katerina Smutna   | Austria  | 3:45,1 | +7,1     |

### Finale
Disputata alle 13:45.
| Posizione | Atleta            | Nazione  | Tempo  | Distacco |
| --------- | ----------------- | -------- | ------ | -------- |
| 1         | Marit Bjørgen     | Norvegia | 3:39,2 |          |
| 2         | Justyna Kowalczyk | Polonia  | 3:40,3 | +1,1     |
| 3         | Petra Majdič      | Slovenia | 3:41,0 | +1,8     |
| 4         | Anna Olsson       | Svezia   | 3:41,7 | +2,5     |
| 5         | Magda Genuin      | Italia   | 3:49,1 | +9,9     |
| 6         | Celine Brun-Lie   | Norvegia | 3:51,5 | +12,3    |